# KCT Group
Die Karam Chand Thapar & Bros. (Coal Services) wurde 1921 vom gleichnamigen Gründer in Kalkutta gegründet und 1929 in die Holdinggesellschaft Thapar Group (KCT) umgewandelt. 1939 kam die Immobilienabteilung  Indian City Properties hinzu.

## Geschichte
1943 erweiterte die KCT den Geschäftsbereich Kohleförderung und -transport um die Funktionen Marketing und Vertrieb. 1954 wurde mit der französischen Introforcofor ein Joint Venture für die Exploration tiefgründiger Minen vereinbart. 1971 erfolgte die Nationalisierung der Kohlengruben, so dass KCT seine Aktivitäten auf den Kohlenhandel und die spezifische Logistik reduzierte. Zwischen 2011 und 2016 bestanden besondere Importvereinbarungen mit Südafrika und Indonesien.
1980 übernahm KCT mit der Bharat Westfalia Pb. Ltd  die indische Zweiggesellschaft der deutschen Gewerkschaft Eisenhütte Westfalia GmbH, einen Bergbauausrüster, der später in der  Deutschen Bergbau Technik, einer Tochter der Ruhrkohle AG aufging. Diese Gesellschaft wurde 2013 mit dem 2009 von KCT gegründeten Containerbauer und Logistikunternehmen Indicon Enterprises Ltd zur Indicon Westfalia Ltd verschmolzen.
1989 wurde The Waterbase Ltd für integrierte Aquakultur gegründet.
2014 erfolgte ein Vorstoß in den Bereich Erneuerbare Energien mit der Errichtung eines 103,4 MW Windparks, der allerdings 2017 schon wieder veräußert wurde.

## Geschäftsbereiche
Kohle und Logistik
Mit ihren Tochtergesellschaften United Collieris Ltd, Oriental Coal  Company Ltd, Bhora Krankance Ltd und Tentulia Ltd wurde KCT vor der Nationalisierung zum zweitgrößten Kohleförderer Indiens, der die effizientesten Gruben mit dem höchsten Sicherheitsstandard betrieb.
Seit der Reduzierung auf den Logistikbereich ist KCT mit etwa 60–70 Millionen Kubikmeter pro Jahr der größte Kohletransporteur des Landes.
KCT ist nach der Re-Nationalisierung nicht wieder in die Kohleförderung eingestiegen und beteiligt sich auch nicht an aktuellen Ausschreibungen für Kohlegruben. Eine baldige Einstellung des Geschäftsbereichs Kohletransport ist von der Unternehmensleitung nicht in Aussicht gestellt worden und entspräche angesichts des Ausbaus der Kohleförderung des Landes auf mehr als 1,5 Milliarden Tonnen im Jahr 2020 auch nicht der nationalen Wirtschaftspolitik.
Gewerbeimmobilien
Die Indian City Properties  bewirtschaftete 2020 über 550 000 Quadratmeter Fläche für Handel, Gewerbe und Dienstleistungen vor allem in Delhi, Mumbai und Kalkutta.
Aquakultur
Mit technischer Unterstützung des Tierfutterproduzenten Luxe Enterprises, Taiwan, wurden 1993 die Anlagen für eine eigene Shrimps-Farm errichtet, in der Garnelen aufgezogen und zu diversen Produktkategorien verarbeitet werden. Das Futter für Shrimps und Prawns wird in eigenen Werken in Ananthavaran und Gudur, Andhra Pradesh, hergestellt, unter anderen Tiger Bay XL für Riesengarnelen.